# Sophronica fimbriata
Sophronica fimbriata là một loài bọ cánh cứng trong họ Cerambycidae.